# Stethaprion
Stethaprion es un género de peces de la familia Characidae y de la orden de los Characiformes.

## Especies
- Stethaprion crenatum C. H. Eigenmann, 1916
- Stethaprion erythrops Cope, 1870